# Elisabeth Jaeger (Diakonisse)
Elisabeth Jaeger (* 13. März 1892 in Bad Soden; † 26. Februar 1969 in Bad Kreuznach) war eine deutsche Diakonisse.

## Leben

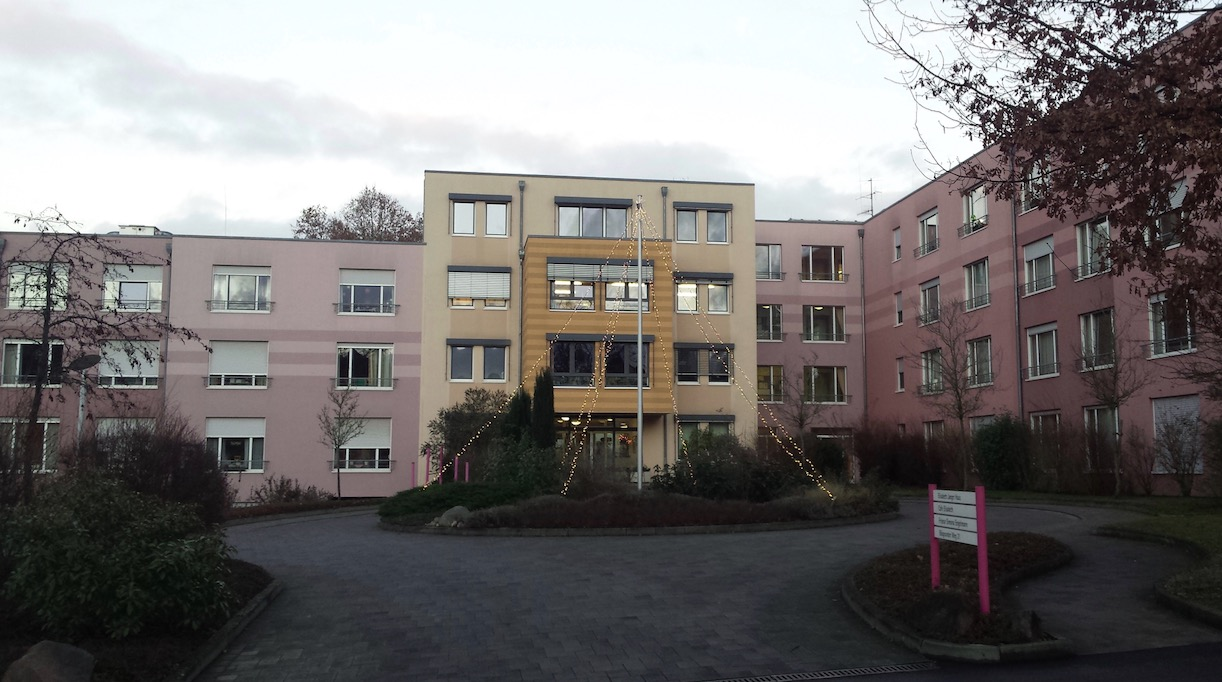
Elisabeth Jaeger Haus

Elisabeth Jaeger wurde 1892 als Tochter eines Pfarrers in Bad Soden geboren. Aus gesundheitlichen Gründen beendete sie mit 14 Jahren ihren Schulbesuch und wurde privat auf das Abitur vorbereitet. Sie absolvierte zunächst in Frankfurt am Main eine dreijährige Ausbildung zur Musiklehrerin im Fach Violine. 1916 gab sie ihren Beruf als Geigenlehrerin in Bad Soden auf und trat in den Dienst der Diakonieanstalten Bad Kreuznach (heute Stiftung kreuznacher diakonie). Am 31. Oktober 1929 wurde sie zur Diakonisse eingesegnet. Am 22. Juli 1932 wurde sie vom Vorstand zur Vorsteherin des Diakonissenmutterhauses berufen. 1952 wurde sie vom Ministerpräsidenten Peter Altmeier für ihre Verdienste auf caritativem Gebiet, insbesondere für den Wiederaufbau nach dem Zweiten Weltkrieg, mit dem Bundesverdienstkreuz am Bande ausgezeichnet. 1972 wurde das Elisabeth-Jaeger-Haus für Feierabendschwestern eingeweiht. Nach dem Abriss des Hauses wurde 2007 das neuerbaute Seniorenwohnheim Elisabeth Jaeger Haus in Bad Kreuznach ebenfalls nach ihr benannt.

## Trivia
„In den Festzeiten des Jahres brachte sie ihre Geige zum Erklingen. Es konnte auch geschehen, daß sie an Samstagnachmittagen zur Freude der kranken Schwestern auf der Schwestern-Krankenstation spielte und so stille Freude schenkte.“